# Marine Boy
Marine boy (海底少年マリン?, Kaitei Shōnen Marin) è una serie animata giapponese prodotta dallo studio Terebi Doga ed andata in onda a partire dal 1965. È stato il primo esperimento d'animazione a colori, subito interrotto. Nel 1966 sono stati aggiunti 13 episodi-sequel ed altri 65 nel 1969. È stato il primo anime prodotto in collaborazione tra Giappone ed USA ed il primo ad essere trasmesso doppiato in lingua inglese in USA in Australia e nel Regno Unito. Quest'ultima serie è stata trasmessa in Italia dal 25 gennaio al 25 giugno 1982 dal circuito Italia 1 con il titolo Marine Boy eroe degli abissi, senza però essere mai più trasmessa dopo quell'anno. 

## Storia della serie
La serie è stata prodotta inizialmente in tre brevi episodi pilota in bianco e nero a partire dal 4 aprile 1965. Nel 1966 la serie, opportunamente reintitolata, con alcune modifiche nei nomi dei personaggi ed ampliando i concetti esplorati è stata riproposta ritrasmettendo i tre episodi originali rielaborati a colori con altri dieci prodotti per l'occasione. Nel 1969 a questi episodi ne sono stati aggiunti ulteriori 65 (per un totale di 78 episodi complessivi) per una nuova serie pensata espressamente per il mercato anglosassone. La versione giapponese di quest'ultima serie è composta solamente dai primi 36 episodi.

## Trama
In un prossimo futuro l'umanità ha ormai esplorato a fondo e conquistato gli oceani del mondo, stabilendo ottimi servizi per lo sfruttamento e la ricerca di risorse tramite comunità sottomarine.
L'agenzia incaricata del controllo e della sicurezza ha sede nella base chiamata "The Ocean Patrol". La sua missione consiste principalmente nella protezione dai pericoli in alto mare come polizia mondiale degli oceani, oltre ad impedire a qualche megalomane con qualche forza militare privata possa conquistar il mondo.
L'Ocean Patrol è anche una potente forza militare con piccoli e grandi sottomarini, navi da guerra e dotata inoltre d'una forza aerea. Il suo braccio prettamente militare comprende ricercatori e scienziati che studiano costantemente il modo di sviluppar il loro arsenale difensivo ed offensivo, così come i nuovi veicoli di ricerca e dispositivi vari. Persone chiave in questo reparto sono il padre di Marino, il DottorMariner, così come il brillante Professor Fumble. Vi son tuttavia ramificazioni non militari che conducono alcune delle ricerche citate, occupandosi anche della trivellazione petrolifera e così via.
La serie segue le vicende della motovedetta P-1: le motovedette sono piccole imbarcazioni sottomarine, costruite per esser comodamente presidiate da 3-4 persone. Son anche in grado di volare, seppure per un tempo limitato, avendo ali retrattili; posson inoltre essere equipaggiate con un armamento, comunemente piccoli razzi siluro, ma a volte vengono montate altre armi opzionali. Queste hanno incluso un raggio di calore, missili a forma di pugno, cortine di fumo, cannoni sonici e reti d'acciaio, trapani, seghe e pistole laser.

### Personaggi
Marino
Il protagonista è un ragazzo estremamente intelligente, forte ed atletico di circa 15 anni. Esperto d'arti marziali, giocatore di football e pilota provetto: questi suoi talenti naturali sono ulteriormente ampliati grazie alle invenzioni del padre.
Ha una gran confidenza con la vita di mare, e particolarmente con un delfino bianco chiamato Splasher con cui a volte sembra in grado di comunicare chiaramente. Avido di conoscenza, spesso insiste presso suo padre per esser coinvolto nelle varie missioni che via via si presentano al gruppo.
La sua tuta rossa è altamente resistente alla penetrazione dei proiettili ed alla temperatura. Gli stivali sono iper-alimentati con eliche incorporate nei tacchi e sono così efficienti che possono consentirgli di spostare anche pesi enormi. Il copricapo comprende un ricetrasmettitore radio; mentre l'ossigeno è fornito da un'altra delle invenzioni del prof: le ossi-gum (una specie di chewing-gum) le quali, masticate, producono ore di ossigenazione in più così da potersi tuffare in mare senza problemi.
Il ragazzo utilizza anche un'arma: un boomerang fatto d'una lega speciale, col quale può tagliare molti materiali e che può usare persino per deviare pallottole.
Neptina
È una sirena amica di Marino. Di circa 10 anni, si presenta a torso nudo con lunghi capelli fluenti. Indossa una perla magica intorno al collo, che può esser utilizzata per vari scopi tra cui la creazione d'una zona di protezione scoraggiando in tal maniera gli animali pericolosi; possiede oltre una sfera di cristallo che le permette di vedere gli eventi lontani. Ha una comprensione innata della vita marina e sembra anche capace di capire il delfino Splasher. Presentandosi durante le battaglie dirette da Marino, finisce quasi inevitabilmente per salvarlo.
Splasher
È un delfino, compagno di avventure di Marino
Pipo
È il collaboratore di Marino, conduce il sommergibile che pattuglia le acque dell'Oceano; indossa una camicia gialla e berretto rosso.
Bolton
È l'assistente di Pipo
Professor Fumble
È l'amico del defunto padre di Marino

## Episodi
| Nº | Titolo internazionale Giapponese 「Kanji」 - Rōmaji |
| 1  | The Green Monster 「海の忍者」 - Umi no ninja |
| 1  | Marine Boy, sospettando sabotaggio, indaga quando una nave nucleare reputata inaffondabile scompare misteriosamente durante un tornado.                                                                    |
| 2  | Danger At 300 Fathoms 「50億のダイヤ」 - 50 oku no daiya |
| 2  | Un grande campo petrolifero sottomarino viene scoperto dal Dr. Mariner, ma durante la perforazione, l'intero team della "Satellite Station 23" subisce un incidente e Marine Boy viene inviato a indagare. |
| 3  | Monsters Of The Deep 「深海の気狂い博士」 - Shinkai no ki kurui hakase |
| 3  | A Marine Boy, Bulllton e Piper viene ordinato dal peschereccio Whoppercatch di indagare su un SOS riguardante un mostro marino che s'aggira nei dintorni.                                                  |
| 4  | Dangerous Starfish 「太平洋占領作戦」 - Taiheiyō senryō sakusen |
| 5  | The Astounding Shellfish 「おしゃべりホワイティ」 - Oshaberi howaitei |
| 6  | The Mysterious Paradise 「深海の獅子」 - Shinkai no shishi |
| 7  | Deepest Of The Deep 「海へび海峡」 - Umi hebi kaikyō |
| 8  | The Ghost Ship 「海底の魔術師」 - Kaitei no majutsushi |
| 9  | The Monstrous Seaweed 「大盗賊」 - Daitōzoku |
| 10 | The Super Mystery Boat 「鮫男爵」 - Same danshaku |
| 11 | The Greatest Power On Earth 「消えたスワン号」 - Kie ta suwan gō |
| 12 | Disaster On The High Sea 「太平洋王国」 - Taiheiyō ōkoku |
| 13 | Secret Of The Time Capsule 「太平洋ギャング同盟」 - Taiheiyō gyangu dōmei |
| 14 | Mystery Of The Missing Vessels 「追跡せよホワイティ」 - Tsuiseki seyo howaitei |
| 15 | Menace Of The Missing Bomb 「千里眼のインスピー」 - Senrigan no insupi |
| 16 | Danger In The Depths 「魔のディンジャー海峡」 - Ma no deinja kaikyō |
| 17 | The Gigantic Sea Farm 「海底大サーカス団」 - Kaitei dai sakasu dan |
| 18 | Terror Of The Fire Ball 「がんばれポンコツ」 - Ganbare ponkotsu |
| 19 | Empire Of The Sea 「海の毒ぐも」 - Umi no doku gumo |
| 20 | Battle To Save The World 「海底灯台応答なし」 - Kaitei tōdai ōtō nashi |
| 21 | The Terrifying Icebergs 「恐怖の海底遊園地」 - Kyōfu no kaitei yūenchi |
| 22 | The Whales Of Destruction 「海賊ゴールドタイガー」 - Kaizoku gorudotaiga |
| 23 | The Power Of Power 「のろいのヤック」 - Noroino yakku |
| 24 | 5 Billion In Diamonds 「恐怖の水中ショー」 - Kyōfu no suichū sho |
| 25 | Mission At Corkscrew Strait 「のこぎり鮫の襲撃」 - Nokogiri same no shūgeki |
| 26 | Lighthouse Of Terror 「クリクリトリオ突撃」 - Kurikuritorio totsugeki |
| 27 | The Invincible Force 「ロケットを奪還せよ」 - Roketto wo dakkan seyo |
| 28 | Riddle Of The Vanishing Frogmen 「ガメランの海竜」 - Gameran no umi ryū |
| 29 | Panic In The Pacific 「海底列車強盗」 - Kaitei ressha gōtō |
| 30 | 24 Hours To Doom 「ハロークリクリ」 - Harokurikuri |
| 31 | Attack Of The Robot Spiders 「謎の氷山」 - Nazo no hyōzan |
| 32 | The Great Bomb Robbery 「設計図を捜せ」 - Sekkeizu wo sagase |
| 33 | Operation Deep Deep 「盗まれた楽園」 - Nusuma reta rakuen |
| 34 | The Stolen Island 「海底要塞」 - Kaitei yōsai |
| 35 | Underwater Underworld 「ロボット強奪計画」 - Robotto gōdatsu keikaku |
| 36 | Rustlers Of The Deep 「霧の中の罠」 - Kiri no nakano wana |
| 37 | Raid Of The Robot Robbers 「二人の漂流者」 - Futari no hyōryūsha |
| 38 | Attack Of The Robot Sharks 「イルカ海軍」 - Iruka kaigun |
| 39 | The Monster Search 「宝島発見」 - Takarajima hakken |
| 40 | The Well Hidden Plan 「不思議な誘導音波」 - Fushigi na yūdō onpa |
| 41 | Flimflam On The High Seas 「海のやんちゃ坊主」 - Umi noyancha bōzu |
| 42 | The Dragon Of The Sea 「ねらわれた海底牧場」 - Nerawareta kaitei bokujō |
| 43 | Piracy Under The Sea! 「ゴーストタウンの決闘」 - Gosutotaun no kettō |
| 44 | The Super Brain Capers 「見えない敵」 - Mie nai teki |
| 45 | The Great Underwater Train Robbery 「海の錬金術」 - Umi no kin jutsu |
| 46 | The Genius Dolphin 「24時間の闘い」 - 24 jikan no tatakai |
| 47 | The Nuclear Pirate 「ロボット海峡」 - Robotto kaikyō |
| 48 | The Phoney Patrolmen 「ふたごの悪魔」 - Futagono akuma |
| 49 | Saga Of The Undersea Lion 「消えたフロッグメン」 - Kie ta furoggumen |
| 50 | The Mini Micro Wave 「百万トンを撃て」 - Hyakuman ton wo ute |
| 51 | The Ultra Freezer Freeze 「真紅のジャングル」 - Shinku no janguru |
| 52 | The Tubsub Tanker Sub 「生きている海」 - Iki teiru umi |
| 53 | The Tremendous Tremendo 「俺は天下の海賊マッド」 - Ore ha tenka no kaizoku maddo |
| 54 | The Ghosts Of Spook Island 「謎の水棲人」 - Nazo no suisei nin |
| 55 | Ghost Of Destruction 「偉大なるZ」 - Idai naru Z |
| 56 | The Whale Blows Rainbows 「北海のヴァイキング」 - Hokkai no vaikingu |
| 57 | The Great Plankton Menace 「黄金の海藻」 - Ougon no kaisō |
| 58 | Showdown At Sea 「熱帯魚の秘密」 - Nettaigyo no himitsu |
| 59 | The Precious Robot 「巨鯨虹を吹く」 - Kyo kujira niji wo fuku |
| 60 | Fight For The Rocket 「秘密結社フラッシュ」 - Himitsukessha furasshu |
| 61 | Red Menace 「太平洋の最後」 - Taiheiyō no saigo |
| 62 | The Invincible Robot 「巡洋艦死神号」 - Junyōkan shinigami gō |
| 63 | Island Of Treasure 「眠れる一億年」 - Nemure ru ichioku nen |
| 64 | Thieves Of The Deep 「大暴走」 - Daibōsō |
| 65 | The Wild Monster Plant 「脱獄囚を追え」 - Datsugoku torawo oe |
| 66 | The Vanishing Vessel 「狂った閃光」 - Kurutta senkō |
| 67 | Challenges Of The Pirates 「氷の艦隊」 - Koori no kantai |
| 68 | Land Of The Strange Vikings 「まぼろしの海」 - Maboroshino umi |
| 69 | Attack Of The Icebergs 「謎のパトロール艇」 - Nazo no patororu tei |
| 70 | The Deadly Tank 「深海のギャング団」 - Shinkai no gyangu dan |
| 71 | Avenger Of The Sea 「黒い潜水艦」 - Kuroi sensuikan |
| 72 | The Desperate Search 「怪獣ゴンドラス」 - Kaijū gondorasu |
| 73 | The Secret Of The Golden Seaweed 「緑の恐怖」 - Midori no kyōfu |
| 74 | The Fantastic Flash 「さまよえる幽霊船」 - Samayoeru yūreisen |
| 75 | The Stormy Brainstorm 「五本の魔手」 - Go hon no ma te |
| 76 | The Gill Men 「バチスカーフ危機一髪」 - Bachisukafu kikiippatsu |
| 77 | The Great Sea Escape 「海底グランプリレース」 - Kaitei guranpuriresu |
| 78 | The Desert Destroye 「海の魔王」 - Umi no maō |

## Remake
Nel 2009 è uscito un film coreano intitolato Marine Boy.